# 蔚来汽车
蔚来汽车（英語：NIO Inc.；：NIO、港交所：9866、SGX：NIO），是2014年成立的中国电动汽车公司，創始人李斌担任董事长兼CEO。
蔚来汽车於2014年於開曼群島註冊成立，主要在中国境内销售高端智能电动汽车，旗下的主要产品包括蔚来ES6、蔚来ES8、蔚来EC6等。2018年9月，蔚来在纽约证券交易所上市，股票代码为NIO。

## 历史
蔚来的前身NextCar Inc.于2014年11月25日成立，不久后便更名为NextEV Inc.。2017年7月公司更名为蔚来。2018年9月12日宣布在纽约证券交易所上市。
2019年4月，與輝能科技簽訂合作協議（MOU）進行固態電池電動車商用化的合作。
2019年6月27日，蔚来宣布召回4800余辆ES8，理由是电池原因可能会导致车辆自燃。
2019年7月31日，蔚來將旗下蔚来汽车中国车队出售給上海力盛賽車文化股份有限公司。
2020年2月25日，蔚来汽车宣布在安徽省合肥市建立中国大陆总部，此前蔚来汽车的沒有「傳統整車生產資質」，整車交由位于安徽合肥的江淮汽车代工。
2021年5月，蔚来宣布进入挪威市场，是蔚来首次将产品出口中国以外国家。同年9月，蔚来开始在当地交付ES8车型。
2022年3月10日，蔚來汽車以介紹形式赴香港作為第二上市，並不涉及發行新股和集資。
2022年10月，蔚来宣布将ET5、ET7和EL7（即ES7）三款车型引入德国、荷兰、丹麦和瑞典四国。与中国市场不同，蔚来在上述市场仅提供订阅制的租赁模式，并不售卖车辆。
2023年6月12日，蔚来汽车宣布全系车型起售价减3万元，同时减少首任车主的相关用车权益。
2023年9月21日，蔚来发布公司首款手机NIO Phone和首款自研芯片“杨戬”。NIO Phone主打与蔚来汽车无缝连接，特有一个直达车控功能的物理按键，起售价6,499元人民币，同月28日开始发售；“杨戬”则为激光雷达主控芯片，同年10月开始量产。
2023年12月，蔚来子公司蔚来汽车科技（安徽）有限公司获得独立生产资质，意味着蔚来不再需要依靠江淮汽车代工即可自主生产整车。而此前有消息称，江淮将转让与蔚来合作的江淮蔚来先进制造基地（蔚来F1工厂）和蔚来第二先进制造基地（蔚来F2工厂）。
2023年12月18日，蔚来宣布已与阿布扎比主权基金CYVN Holdings签订22亿美元的购股协议，后者将以现金形式以每股股份7.50美元价格购买蔚来2.94亿股公司新发行的A类普通股。27日，该投资交易达成。此前的同年7月，蔚来已获得来自CYVN Holdings的7.385亿美购股资金，此外，CYVN Holdings还另购入3.5亿美元的蔚来A类普通股。至此，CYVN Holdings已持有蔚来已发行流通股的约20.1%，成为蔚来的第一大股东，双方还将继续在国际市场上开展战略和技术合作。
2024年5月，蔚来发布旗下第二品牌乐道及其首款车型L60。同年12月，蔚来发布第三品牌萤火虫及其首款同名车型。
2025年2月，蔚来汽车和长城汽车进行中国大陆内充电桩（换电站）进行充电服务合作，长城汽车旗下的哈弗、魏牌、欧拉和坦克汽车的用户可以使用蔚来汽车充电桩（换电站）服务。
2025年3月18日，宁德时代创始人曾毓群与蔚来CEO李斌在福建宁德签署战略合作协议，宁德时代拟向蔚来能源注资25亿元，双方将共建全球最大规模的乘用车换电网络。

## 汽车产品
蔚来现时共拥有三个汽车品牌，分别针对不同的用户群体销售。

### 蔚来（NIO）
NIO蔚来是蔚来的主品牌，定位高端市场，目标群体为商务和家庭用户。
| 车型    | 图片 | 概述                                                                          |
| ------- | ---- | ----------------------------------------------------------------------------- |
| 蔚来EC6 |      | - 5座中型SUV - 2019年12月发布                                                 |
| 蔚来EC7 |      | - 5座中大型SUV - 2022年12月发布                                               |
| 蔚来ES6 |      | - 5座中型SUV - 2018年12月发布 - 欧洲款命名为EL6                               |
| 蔚来ES7 |      | - 5座中大型SUV - 2022年6月发布 - 欧洲款命名为EL7                              |
| 蔚来ES8 |      | - 6座或7座大型SUV - 2017年12月发布，为蔚来首款量产车型 - 欧洲款命名为EL8      |
| 蔚来ET5 |      | - 5座中型轿车，设有旅行车版本 - 2021年12月发布                                |
| 蔚来ET7 |      | - 5座中大型轿车 - 2020年1月发布                                               |
| 蔚来ET9 |      | - 4座大型轿车 - 2023年12月发布，计划2025年交付                                |
| 蔚来EP9 |      | - 双门跑车 - 间接水冷电动机 - 2016年11月发布，为蔚来首款正式发布车型 - 非量产 |

### 乐道（Onvo）
第二品牌乐道定位主流家用车市场，主要追求高销量。其拥有独立的线下销售服务网络，但可使用蔚来品牌的换电设施。
| 车型    | 图片 | 概述                         |
| ------- | ---- | ---------------------------- |
| 乐道L60 |      | - 5座轿跑SUV - 2024年5月发布 |

### 萤火虫（Firefly）
第三品牌萤火虫定位智能电动高端小车，主要聚焦小型车及海外市场。与相对独立的乐道品牌不同，萤火虫共享蔚来主品牌的资源，并在蔚来门店销售。
| 车型   | 图片 | 概述                            |
| ------ | ---- | ------------------------------- |
| 萤火虫 |      | - 5座紧凑型SUV - 2024年12月发布 |

## 技术

### 补能

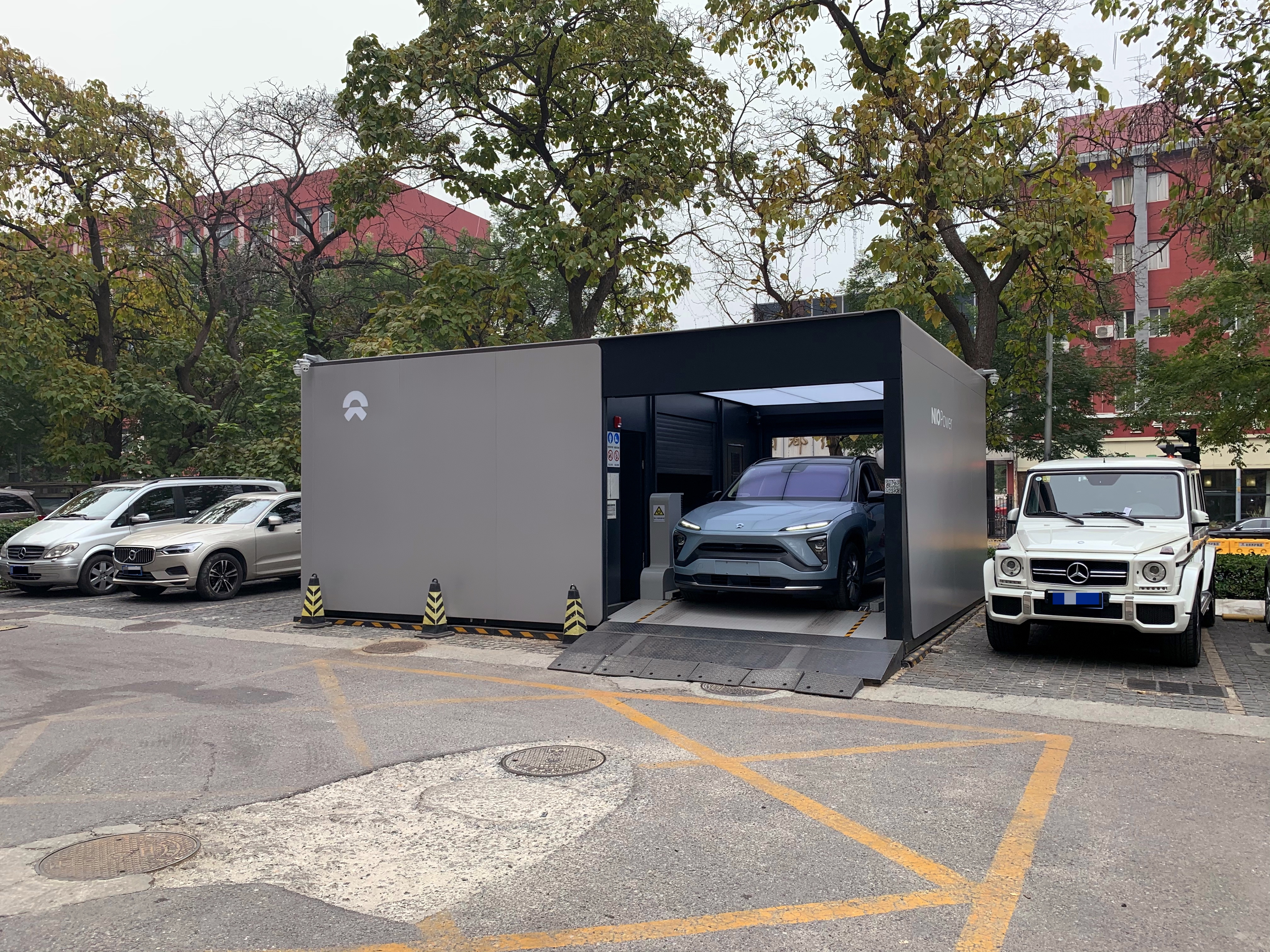
北京市朝阳区的一座蔚来汽车换电站

蔚来汽车除在充电桩充电外，亦可通过蔚来汽车的换电站全程自动更换动力电池以实现补能。
2023年11月，蔚来先后与长安和吉利达成换电合作协议，系首次开放换电业务。此后，蔚来再与江汽集团、奇瑞汽车、小米汽车等厂商分别达成换电合作协议，并与安徽省能源集团和安徽省交控集团达成储充换体系建设合作协议。

### NOP
蔚来NOP（Navigate on Pilot）是导航系统与Pilot自动辅助驾驶深度融合的功能，允许车辆在特定条件下按照高精地图导航规划的路径自动巡航行驶。

## 关联产品

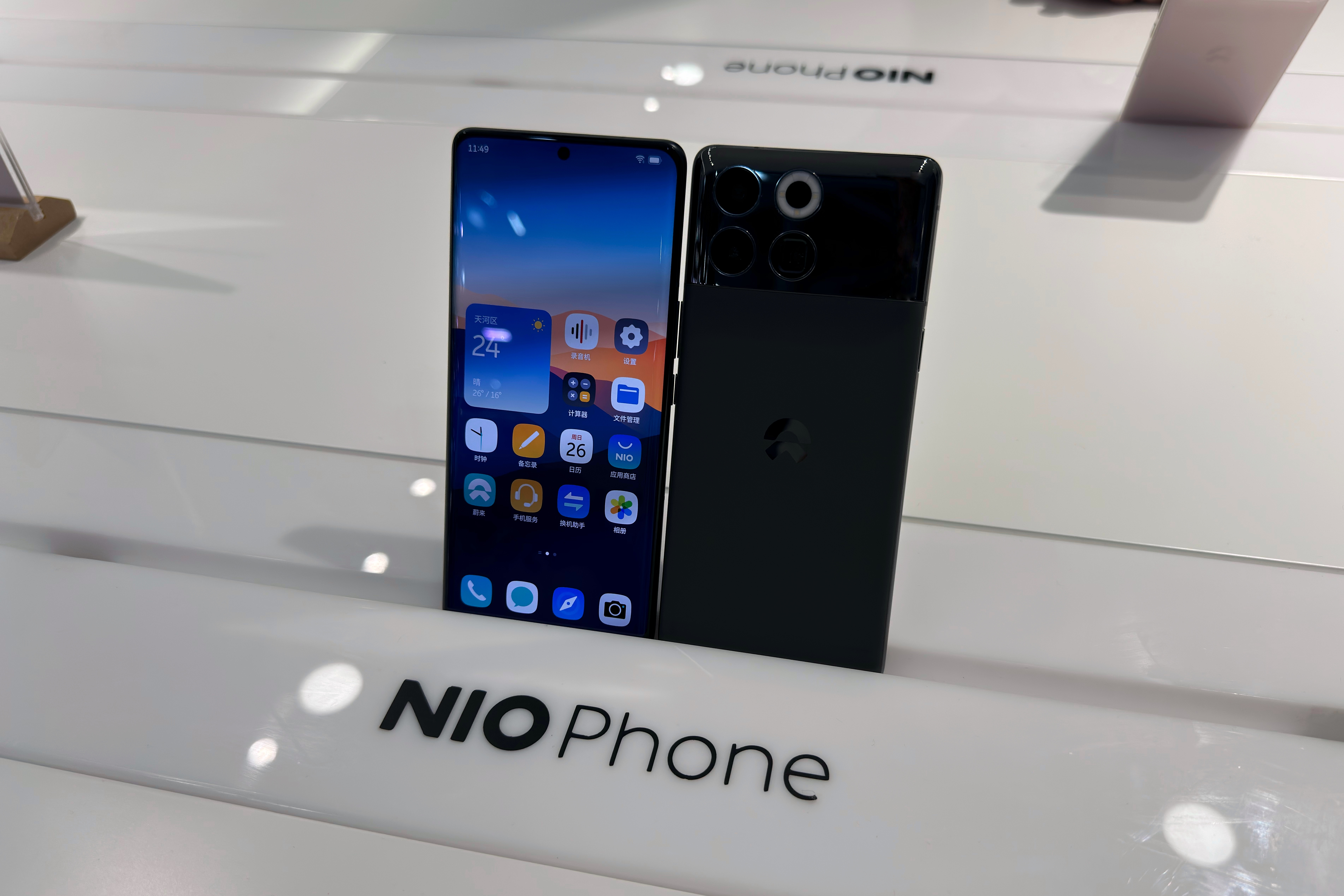
NIO Phone

- NIO Phone（2023年至今）

## 事件

### 商标纠纷
2021年，德国汽车制造商奥迪以蔚来旗下ES6和ES8两款车型命名与奥迪S6和S8过于相近为由，在其总部所在地慕尼黑起诉蔚来，并对蔚来在欧盟注册的ES6和ES8提起商标无效程序。随后，蔚来被禁止在德国使用ES6和ES8的名称；蔚来2022年10月进入包含德国在内的欧洲市场时，旗下ES系列的ES7亦被迫更名为EL7进行销售。
2023年1月，慕尼黑地方法院在一审中判奥迪方胜诉，法官认为代表电气化的“E”会被消费者误认为ES6是电动版的S6，故认定蔚来侵犯了奥迪的商标权。次年4月的二审中，法院继续判决奥迪方胜诉，并维持禁止蔚来在德国以ES加数字形式的商标销售电动汽车。
除德国外，奥迪亦在其他地区对蔚来发起了诉讼，但未如在德国般顺利。2021年7月，美国专利商标局拒绝采纳奥迪针对蔚来商标注册的抗议信。2023年2月，欧盟知识产权局裁定蔚来ES8/ES6和奥迪的S8/S6不构成混淆性近似，驳回了奥迪的商标无效请求。2024年11月，澳大利亚知识产权局认为两商标存在显著区别，不构成实质性近似，故驳回了奥迪对蔚来在澳大利亚申请注册相关商标提出的异议。

### 行车事故
2021年8月12日，上善若水投资管理公司创始人、意统天下餐饮管理公司创始人、美一好品牌管理公司创始人林文钦，驾驶蔚来ES8汽车启用NOP领航状态后，在沈海高速涵江段发生致死事故。
2022年6月22日傍晚，一辆蔚来测试车从上海汽车创新港大楼3楼冲出，车辆坠落后倒扣在地面，而车内两名测试人员经抢救不治身亡。蔚来于次日发布公告，确认车内两人分别为蔚来员工和公司合作伙伴员工，为数字座舱测试人员，并称“根据对现场情况的分析可以初步确认，这是一起意外事故，与车辆本身没有关系”。有网民对于蔚来在未完成事故调查前便急于撇清关系而感到反感。

### 资安事件
2022年12月21日，蔚来汽车发布公告称，公司于该月11日收到外部邮件，对方声称拥有蔚来内部数据，并以泄露数据勒索225万美元。声明称，经初步调查，被窃取数据为2021年8月之前的部分用户基本信息和车辆销售数据，不涉及行车轨迹、座舱数据等车辆使用中产生的数据，也不影响车辆的驾乘或远程控制。